# Alden Mason (Künstler)
Alden Lee Mason (* 14. Juli 1919 in Everett, Washington; † 6. Februar 2013 in Seattle, Washington) war ein US-amerikanischer Maler, der für seine abstrakten und figurativen Werke bekannt ist. Er lehrte über 30 Jahre als Professor für Kunst an der University of Washington.

## Leben
Alden Mason wuchs auf einer Farm auf Fire Island im Skagit Valley auf. Nach seinem Abschluss an der Mount Vernon High School 1936 studierte er zunächst Entomologie an der University of Washington. Ein prägendes Erlebnis mit dem Künstler Ray Hill führte jedoch zu einem Wechsel zur Kunst. An der University of Washington erwarb er 1942 den Bachelor of Fine Arts und 1947 den Master of Fine Arts. In den 1970er Jahren wurde Mason für seine Burpee Garden Series bekannt, großformatige abstrakte Gemälde mit leuchtenden Farben und organischen Formen. Später entwickelte er die Technik der Squeeze Bottle Paintings, bei denen er Farbe direkt aus Quetschflaschen auf die Leinwand auftrug, was seinen Werken eine einzigartige Textur und Energie verlieh. Alden Mason unternahm zahlreiche Reisen nach Süd- und Mittelamerika sowie nach Papua-Neuguinea, die seine Kunst maßgeblich beeinflussten. Die Begegnungen mit der exotischen Flora und Fauna sowie den indigenen Kulturen spiegeln sich in seinen Werken wider.
Seine Werke sind in öffentlichen Sammlungen wie dem San Francisco Museum of Modern Art, dem Seattle Art Museum, dem Portland Art Museum und dem Milwaukee Art Museum vertreten.

## Auszeichnungen
2005 erhielt Mason den Northwest Legacy: Visual Arts Mayor’s Arts Award der Stadt Seattle. Zudem wurden ihm der WESTAF/NEA Regional Fellowship for Visual Artists (1992) und der King County Honors Commission Award (1988) verliehen.

## Öffentliche Aufträge (Auswahl)
- 1981: Zwei Wandgemälde für die Washington State Senate Chambers in Olympia Washington.
- 1988: Lunar Promenade im Washington State Convention Center Seattle Washington.
- 2005: Gestaltung von Eingangssäulen und Gehwegplatten für den 6th Ave NW Pocket Park in Seattle in Zusammenarbeit mit Stephen McClelland.